# James Carter (musicista)
James Carter (Detroit, 3 gennaio 1969) è un musicista jazz statunitense.

## Biografia
Ha cominciato a undici anni ad avvicinarsi agli strumenti ad ancia. A diciassette ani entra a far parte di un gruppo musicale formato da studenti della sua città natale. A diciannove si trasferisce a New York dove comincia a frequentare il mondo del jazz e a partecipare alle prime registrazioni. Con la formazione di Lester Bowie prende parte alla realizzazione di The Organizer e di Funky T. Cool T. (1991); successivamente registra un brano nella compilation Tough Young Tenors: Alone Together.
Il suo debutto da solista avviene nel 1993 con l'album J. C. on the Set, che esce in Giappone per la Columbia Records. Il disco successivo è Jurassic Classic, inciso nella stessa sessione del precedente, ma pubblicato nel 1994. Con questo lavoro, Carter entra nelle classifiche di vendita degli album jazz e il successo si ripete con i seguenti The Real Quietstorm (1995) e Conversin' with the Elders (1996), pubblicati per la Atlantic. Sempre nel 1996, il regista Robert Altman lo sceglie per impersonare Ben Webster nel film Kansas City.
Nel 1998 pubblica In Carterian Fashion e nel 2000 due album in contemporanea: nel primo, Chasin' the Gypsy, dedicato a Django Reinhardt, ha affidato le parti di violino a sua cugina Regina Carter; nel secondo, Layin' in the Cut lavora con una formazione di jazz elettrico misto a funk.
Dopo tre anni di pausa, Carter torna alla Columbia per pubblicare il suo lavoro più ambizioso: Gardenias for Lady Day è un omaggio a Billie Holiday, una cantante che Carter ha definito fondamentale per la sua formazione di jazzista. Solo in due brani dell'album, tuttavia, compare una voce femminile (è quella della cantante Miche Braden).
Il primo disco dal vivo, James Carter and Company Live at Baker's esce nel 2004; tra i successivi, Present tense (2008) e un concept album uscito nel 2011 dal titolo Caribbean Rhapsody, composizione originale di Roberto Sierra per sassofono e orchestra.
Carter ha sempre amato cimentarsi con tutti i tagli del sassofono: dal sax baritono al soprano, fino ad arrivare ai clarinetti. Degli strumenti ad ancia è un vero conoscitore e ne possiede una vasta collezione. Nella categoria del sax baritono ha vinto, per tre anni di seguito (dal 2001 al 2003), il critics poll della rivista specializzata "Down Beat".
Oltre che come solista, Carter ha collaborato alla realizzazione di molti altri album. Tra questi, Dreamland di Madeleine Peyroux (nel 1996), Gershwin's World di Herbie Hancock (nel 1998) e Baroque di Junko Ōnishi (nel 2010).

## Discografia
- 1991: Tough Young Tenors: Alone Together (un brano)
- 1993: J.C. on the Set
- 1994: Jurassic Classics
- 1995: The Real Quietstorm
- 1996: Conversin' with the Elders
- 1998: In Carterian Fashion
- 2000: Chasin' the Gypsy
- 2000: Layin' in the Cut
- 2003: Gardenias for Lady Day
- 2004: Live at Baker's Keyboard Lounge
- 2005: Out of Nowhere
- 2005: Gold Sounds (Tributo alla band californiana dei Pavement)
- 2008: Present Tense
- 2009: Heaven on Earth
- 2011: Caribbean Rhapsody